# Ludovico Balbi
Pour les articles homonymes, voir Balbi.
Ludovico Balbi (né en 1545 à Venise – mort 15 décembre 1604 dans la même ville) est un compositeur italien de madrigaux ainsi qu'un maître de chapelle (maestro di cappella). Il a partagé sa vie entre Venise, Padoue, Feltre et Trévise. Ludovico Balbi était un frère franciscain.